# Valdemaro Magnusson
Valdemaro Magnusson (in svedese Valdemar Magnusson; dopo il 1282 – Castello di Nyköping, 1318) è stato un principe svedese; fu erede al trono di Svezia e duca di Finlandia.

## Biografia

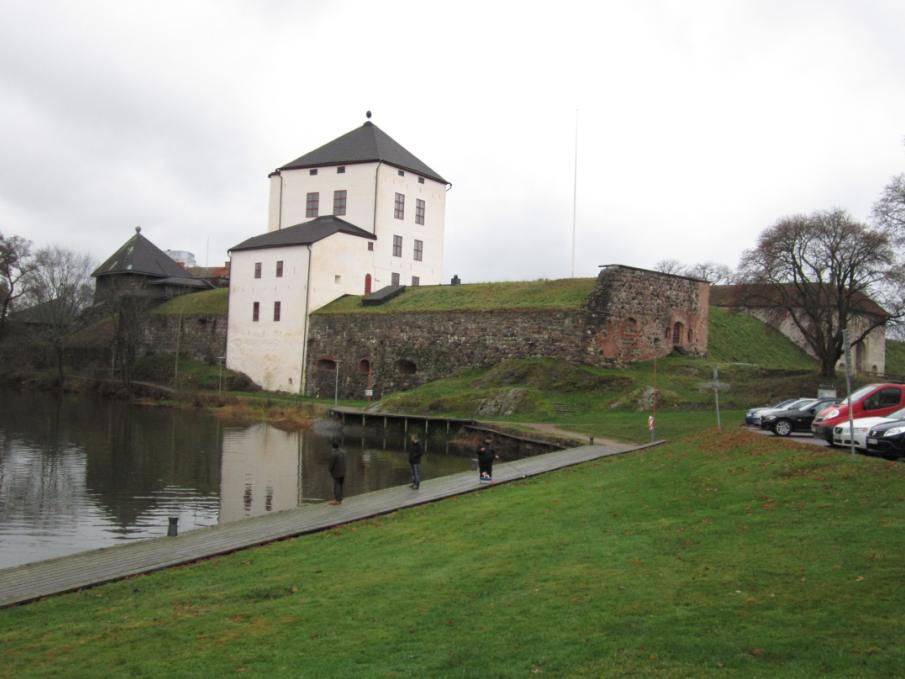
Il castello di Nyköping dove vennero imprigionati i fratelli Erik e Valdemaro tra 1317 e 1318.

Valdemaro era il terzo figlio del re di Svezia Magnus III e di Edvige di Holstein.
La linea di successione al trono prevedeva che il futuro re sarebbe stato il fratello maggiore Birger, che fu ufficialmente scelto come successore quando aveva solo 4 anni. Alla morte del padre nel 1290, Birger divenne re a soli 10 anni e, per via della sua giovane età, gli fu affiancato Torgils Knutsson come reggente del regno.
L'incoronazione di Birger ebbe luogo nel 1302 e allo stesso tempo Valdemaro fu nominato duca di Finlandia, all'epoca sotto il dominio svedese, mentre l'altro fratello Erik fu nominato duca di Södermanland. Contestualmente Erik e Valdemaro firmarono un documento che proibiva loro di condurre politica esterna e che li teneva fuori dalla corte reale, a meno che non venissero specificatamente consultati. A cementare meglio i rapporti tra i notabili del regno, Valdemaro sposò la figlia di Torgils, Cristina Torgilsdotter.
Col tempo i duchi fratelli di Birger cominciarono ad avanzare pretese sul trono svedese, adducendo la motivazione della scarsa propensione di Birger al governo della nazione e forse per via della completa esclusione di questi ultimi dalla politica svedese. Torgils sostenne sempre Birger, ma a partire dal 1305 cominciò a perdere il credito e il supporto da parte di Birger, tant'è che nel dicembre dello stesso anno venne arrestato dagli uomini dello stesso re e giustiziato nel febbraio dell'anno successivo. Valdemaro quindi ripudiò la moglie Cristina sostenendo che fossero in qualche modo spiritualmente collegati, in quanto figlioccio di Torgils.
Nell'autunno del 1312 sposò quindi la figlia di Eirik II di Norvegia, Ingeborg di Norvegia, e allo stesso tempo suo fratello Erik prese in moglie un'altra Ingeborg, la figlia dell'allora re di Norvegia Haakon V. Valdemaro e Ingeborg ebbero un figlio nel 1316 che morì da bambino.
Nel frattempo gli attriti con il re Birger aumentarono fino all'episodio noto come Håtunaleken (lett. "i giochi di Håtuna"). Il 29 settembre 1306 Birger e sua moglie Marta furono invitati a dei festeggiamenti ad Håtuna, una residenza di Birger sul lago Mälaren. Durante la serata, Birger e Marta furono catturati dagli uomini di Erik e Valdemaro e imprigionati nel castello di Nyköping insieme ai loro figli; mentre i due fratelli prendevano il potere in Svezia. Il re Birger e la sua famiglia vennero liberati solo due anni dopo su pressioni del re di Danimarca Eric VI, ma dovettero accettare dure condizioni e concedere più poteri ai fratelli Erik e Valdemaro.
Sulla carta l'accordo rappresentava una tregua nei conflitti tra i fratelli, sebbene di tanto in tanto ci fossero piccole schermaglie grazie alle quali i duchi riuscirono ad espandere i loro territori; Valdemaro così ottenne i castelli di Turku e Häme, con buona parte della Finlandia, il castello di Stoccolma, la maggior parte dell'Uppland, il castello di Borgholm e l'isola di Öland. Erik invece aveva ottenuto Kungahälla e la parte settentrionale dell'Halland.
Birger per conto suo non aveva dimenticato l'affronto degli Håtunaleken, così in occasione di un banchetto al castello di Nyköping l'11 dicembre 1317 i duchi Eirk e Valdemaro vennero catturati dalle truppe del re e reclusi nelle segrete del castello. Non si sa bene cosa ne fu dei due duchi che morirono pochi mesi dopo, probabilmente morirono di fame e stenti, sicuramente dopo il 18 gennaio 1318, data alla quale risale un testamento congiunto dei due fratelli.
In assenza dei duchi, le loro mogli assunsero il potere nei rispettivi domini; il 16 aprile 1318 stipularono un trattato a Kalmar con Esger Juul, l'arcivescovo di Lund, e Cristoforo, fratello del re Eric VI, per la liberazione dei mariti. Il trattato non fu onorato e i duchi morirono in seguito, nel 1318.
La vedova di Valdemaro, Ingeborg, ricevette in dote l'isola di Öland e ne divenne duchessa in una data successiva al 1340. Visse sull'isola svedese fino alla morte, probabilmente intorno al 1357.

## Ascendenza
|                      |                       |                      | Genitori |  |  | Nonni            |  |  | Bisnonni          |  |
|                      |                       |                      |          |  |  | Birger Magnusson |  |  | Magnus Minnesköld |  |
|                      |                       |                      |          |  |  | Birger Magnusson |  |  | Magnus Minnesköld |  |
|                      |                       | Ingrid Ylva          |          |  |  | Birger Magnusson |  |  |                   |  |
| Magnus III di Svezia |                       |                      |          |  |  | Birger Magnusson |  |  |                   |  |
|                      |                       | Ingeborg Eriksdotter | …        |  |  |                  |  |  |                   |  |
|                      |                       | Ingeborg Eriksdotter | …        |  |  |                  |  |  |                   |  |
|                      |                       | Ingeborg Eriksdotter | …        |  |  |                  |  |  |                   |  |
| Valdemaro Magnusson  |                       | Ingeborg Eriksdotter |          |  |  |                  |  |  |                   |  |
|                      | Gerhard I di Holstein | …                    |          |  |  |                  |  |  |                   |  |
|                      | Gerhard I di Holstein | …                    |          |  |  |                  |  |  |                   |  |
|                      | Gerhard I di Holstein | …                    |          |  |  |                  |  |  |                   |  |
| Helvig di Holstein   | Gerhard I di Holstein |                      |          |  |  |                  |  |  |                   |  |
|                      |                       | …                    | …        |  |  |                  |  |  |                   |  |
|                      |                       | …                    | …        |  |  |                  |  |  |                   |  |
|                      |                       | …                    | …        |  |  |                  |  |  |                   |  |
|                      |                       | …                    |          |  |  |                  |  |  |                   |  |